# Battaglia del fiume Margus
La battaglia del fiume Margus fu combattuta nel luglio 285 tra l'imperatore romano Carino e l'usurpatore Diocleziano. La vittoria del secondo e la sua nomina a imperatore misero fine alla crisi del terzo secolo dell'impero romano.

## Contesto storico
Dopo la morte dell'imperatore Numeriano, Diocleziano si era ribellato nell'oriente. Carino, fratello e collega di Numeriano, si mosse dalla Britannia per affrontare l'usurpatore. I due eserciti si incontrarono sul fiume Margus (oggi Morava), nei pressi di Viminacium, in Moesia.

## Battaglia
Secondo una tradizione avversa a Carino, l'imperatore vinse la battaglia, ma fu assassinato da uno dei suoi ufficiali al quale aveva sedotto la moglie. Una versione più verosimile è che gli ufficiali di Carino tradirono il proprio imperatore: è infatti noto che Diocleziano mantenne nel suo ufficio il Prefetto del Pretorio di Carino, il console Aurelio Aristobulo.

### Fonti primarie
- Aurelio Vittore, Liber de Caesaribus
- Eutropio, Breviarium ab Urbe condita

### Fonti secondarie
- Jones, A.H.M., J.R. Martindale, e J. Morris. "Carinus", The Prosopography of the Later Roman Empire Vol. I (Cambridge, 1971).
- Leadbetter, William, "Carinus (283-285 A.D.)" Archiviato il 28 maggio 2009 in Internet Archive., De Imperatoribus Romanis